# Neoantistea mulaiki
Neoantistea mulaiki är en spindelart som beskrevs av Willis J. Gertsch 1946. Neoantistea mulaiki ingår i släktet Neoantistea och familjen panflöjtsspindlar. Inga underarter finns listade i Catalogue of Life.